# Kinetic Design

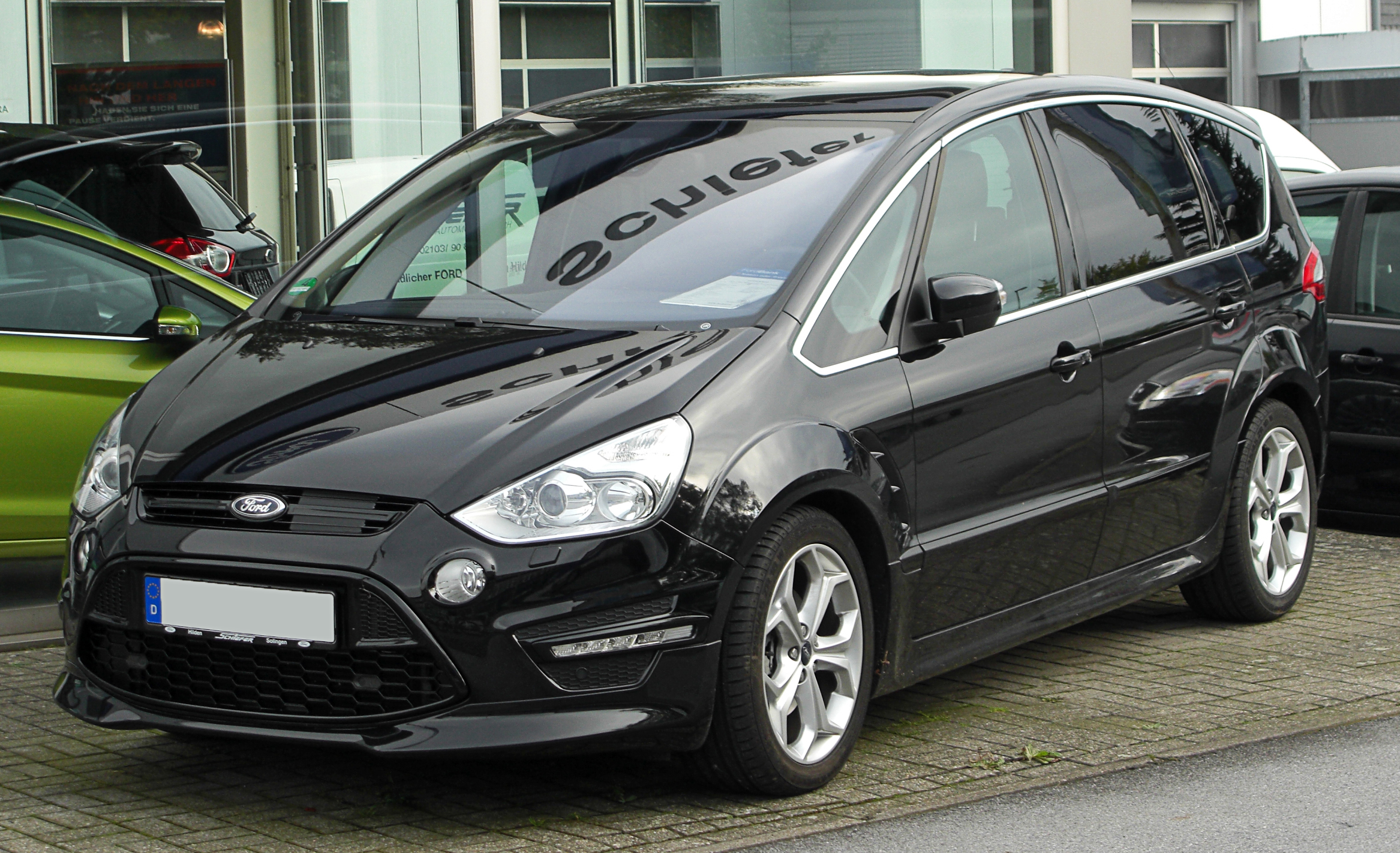
Ford S-Max I

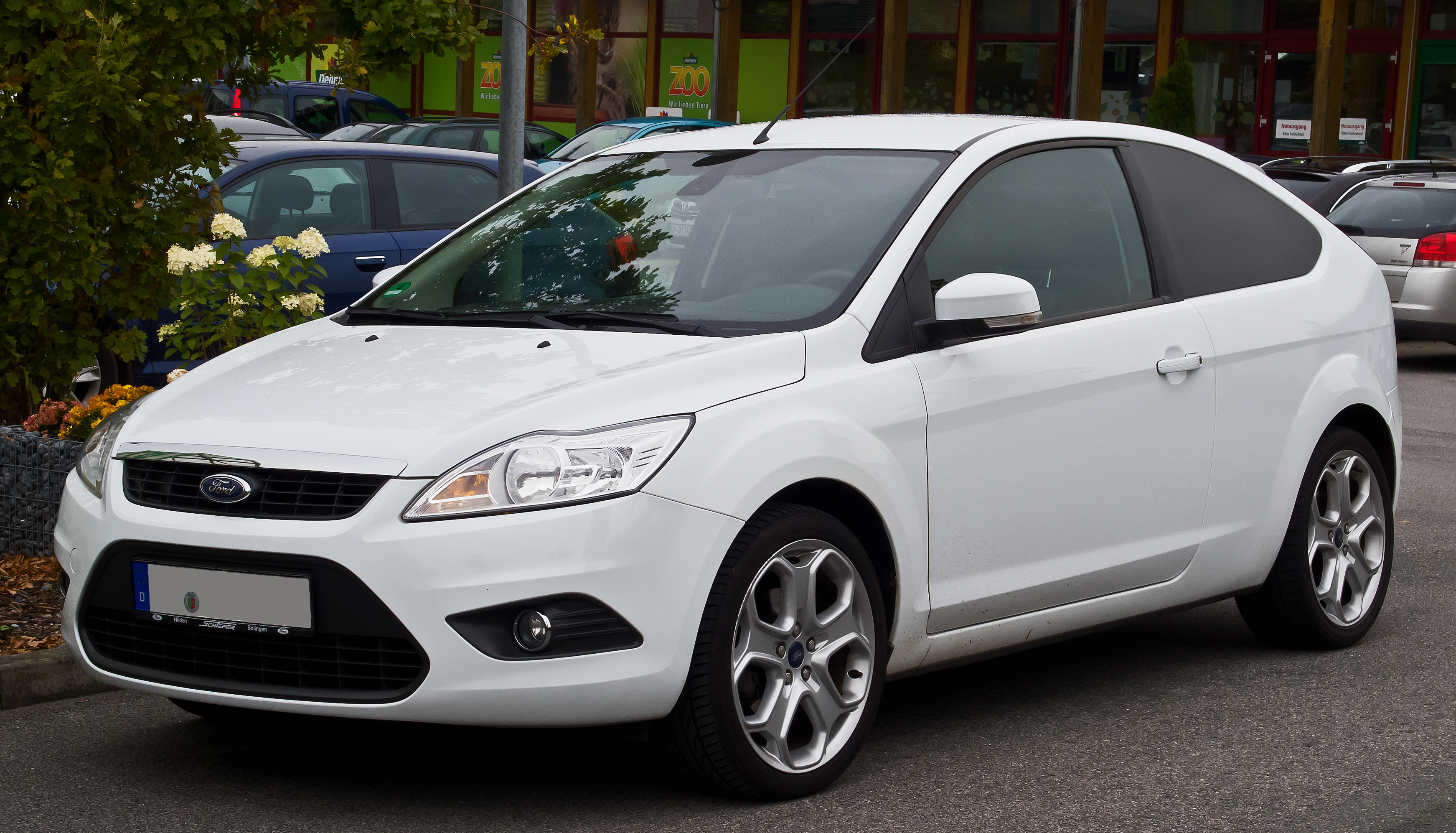
Ford Focus II

Kinetic Design – nazwa designu, który Ford stosował w swoich samochodach osobowych na początku XXI wieku. Po raz pierwszy zastosował go Martin Smith w 2004 roku przy projektowaniu samochodu koncepcyjnego Ford SAV, będącego pierwotną wersją Ford S-Max-a.
Projektując samochody w stylu "Kinetic Design", Ford chciał podkreślić dynamikę w sylwetce samochodu. Na greckiej stronie Forda napisane jest, że "patrząc na samochód wydaje się, że cały czas jest w ruchu, nawet wtedy, gdy jest nieruchomy".

## Samochody, zaprojektowane zgodnie z Kinetic Design
- Ford S-Max (2006)
- Ford Galaxy (2006)
- Ford C-Max (2006, 2010)
- Ford Mondeo (2007)
- Ford Focus (2007, 2011)
- Ford Kuga (2008)
- Ford Fiesta (2008)
- Ford B-Max (2012)